# Eleição presidencial do Brasil em Rondônia em 2002
O primeiro turno da eleição presidencial brasileira de 2002 foi realizado em 6 de outubro, como parte das eleições gerais naquele país. Neste pleito, os cidadãos brasileiros aptos a votar escolheram Luiz Inácio Lula da Silva como Presidente da República. Nenhum dos candidatos recebeu mais do que a metade dos votos válidos, e um segundo turno foi realizado em 27 de outubro. De acordo com a Constituição, o presidente é eleito diretamente pelo povo para um mandato de quatro anos, podendo ser reeleito uma vez. Nessa eleição o atual presidente Fernando Henrique não pode mais ser candidato, uma vez que foi eleito em 1994 e reeleito em 1998.
Em Rondônia, o candidato petista, Luiz Inácio Lula da Silva, recebeu 45,04% dos votos no primeiro turno, já o candidato do PSB, Anthony Garotinho, ficou com 24,50%, enquanto o candidato tucano, José Serra, recebeu 20,35% dos votos e o candidato do PPS, Ciro Gomes, recebeu 9,64% dos votos naquele estado. No segundo turno, Lula acabou sendo o mais votado naquele estado com 55,56% dos votos enquanto José Serra recebeu 44,44% dos votos.

## Resultados
| Partido | Candidato  | Votos   | Porcentagem |
| ------- | ---------- | ------- | ----------- |
| PT      | Lula       | 283.279 | 45,04%      |
| PSB     | Garotinho  | 154.074 | 24,50%      |
| PSDB    | José Serra | 128.000 | 20,35%      |
| PPS     | Ciro Gomes | 60.663  | 9,64%       |
| PSTU    | Zé Maria   | 2.785   | 0,44%       |
| PCO     | Rui Costa  | 170     | 0,03%       |
| Total   | Total      | 628.971 | 100%        |